# Donatus-von-Arezzo-Kirche
Donatus-von-Arezzo-Kirchen sind Kirchen, die dem  heiligen Donatus, der ein frühchristlicher Bischof von Arezzo und Märtyrer war, gewidmet wurden.

## Deutschland
- Meißner Dom St. Johannis und St. Donatus

## Italien
- Kathedrale von Arezzo (Ss. Donato e Pietro)
- San Donato (Genua)